# (17663) 1996 VK30
(17663) 1996 VK30 là một tiểu hành tinh vành đai chính. Nó được phát hiện bởi Seiji Ueda và Hiroshi Kaneda ở Kushiro, Hokkaidō, Nhật Bản, ngày 7 tháng 11 năm 1996.